# 逢坂望美
逢坂望美（日语：／ Ōsaka Nozomi，6月12日—），日本女性前動畫師，京都動畫出身。居住於大阪府。
筆名從事插畫家、漫畫家的活動，並擔任同人創作團體「hey you！」主宰。也常以另一筆名田中森橫田進行BL漫畫創作。

## 人物簡介
早年以動畫師一職進入動畫工作室Studio Wanpack開始投入動畫製作，後來加入京都動畫。2012年2月從京都動畫離職，以的名義專注於插畫家、漫畫家的工作。
除從事漫畫和插圖創作之外，也以同人創作團體的「田中森橫田」名義進行原創製作或繪製二次同人BL漫畫，亦有商業作品。
2018年8月31日創立了個人電子書品牌「cocoleka」，發布以田中森名義創作的作品。

## 作品概覽

### 逢坂望美名義

#### 小說封面、插畫
- 中二病也想談戀愛！（著：虎虎，KA Esuma文庫）－同時負責動畫的人物原案。

#### 動畫
- 劇場版 K-ON！輕音部（2011年，第2原畫）
- 日常（2011年，原畫）
- 中二病也想談戀愛！（2012年，人物原案）

### 名義

#### 漫畫
- （Tsubomi（日语：つぼみ (アンソロジー)），全1冊）
  - ISBN 978-4832242517 2013年1月12日刊行
- 佐伯家長男的妹妹（《漫畫俱樂部（日语：まんがくらぶ）》2017年1月號特別刊登、2017年6月號－2018年12月、2019年1月合併號，竹書房）

#### 小說封面、插畫
KADOKAWA
- enterbrain
  - 第三校舍的奧菲斯（著：宮城野箱根，〈KCG文庫〉）
  - 我的校園生活才正要開始！（著：岡本卓也，〈Fami通文庫〉）台灣角川
  - 龍孃七七七埋藏的寶藏（著：鳳乃一真，〈Fami通文庫〉）尖端出版 [注 2]

- ASCII Media Works
  - 唯一的心願（著：入間人間，〈MediaWorks文庫〉）
  - 安達與島村（著：入間人間，〈電撃文庫〉）台灣角川

- 角川書店
  - （著：近藤史惠，〈角川翼文庫（日语：角川つばさ文庫）〉）

其它出版社
- 動畫歌曲之神（日语：アニソンの神様）（著：大泉貴，〈這本輕小說真厲害！文庫（日语：このライトノベルがすごい!文庫）〉，寶島社）
- 我的青春被一群家裡蹲搞砸了（著：棺悠介，〈一迅社文庫〉，一迅社）東立出版

#### 遊戲
- 她和我和戀人。（部分原畫、人物設定，PULLTOP LATTE）
- 時空原素（日语：クロノス・マテリア）（部分原畫、人物設定，GUST）
- （部分原畫、人物設定，PULLTOP Air）

#### 動畫
- 我的妹妹哪有這麼可愛。（第7話片尾插圖）

#### 其它插圖
- ERENA（日语：ERENA）（小野惠令奈的專輯／負責初回限定盤B盤封面的繪製，日本華納音樂）
- （負責插圖，Last Note.（日语：Last Note.））[6][7]
- EXIT TUNES PRESENTS GUMitia from Megpoid（CD封面插圖，EXIT TUNES）
- （CD封面插圖，Last Note.／EXIT TUNES）
- （封面插圖，廣濟堂漫畫工房）
- 初音未來2013年月曆（負責1月的插圖）

#### 書籍
- ，廣濟堂出版（日语：廣済堂あかつき），2016年4月27日發行 ISBN 978-4331901489
  - 限定版 ISBN 978-4331901472

### 田中森橫田名義

#### 漫畫
- （《gateau》2017年3月號、4月號，一迅社）
- （《LiQulle》Vol.13（2017年）－Vol.21（2018年），全1冊，G-WALK）
  - ISBN 978-4865543230 2018年2月25日刊行
- （《gateau》2017年6月號－8月號，全1冊，一迅社）
  - ISBN 978-4758077224 2017年9月14日刊行
- （BF Series，2018年4月1日－8月1日，單行本2018年9月28日由G-WALK發售）
- （／調教覺醒BL，2018年8月7日－10月10日，單行本於2019年1月10日由三交社發售）
- （已出版1冊）
  - ISBN 978-4815550547 2021年4月9日刊行

短篇
- 【】（2016年）
- （《b-boy Cube》2017年1月號）
- （君戀〈社會人篇〉1冊，2018年）

## 腳註

## 外部連結
- 同人創作團體「hey you！（名義）」官方網站，存于 （日語）
- moge-tama的Tumblr（田中森橫田名義）（日語）
- 田中森橫田（逢坂望美）的pixiv （日語）